# Святой (остров)
Свято́й (Пюхасаари, фин. Pyhäsaari — «святой остров», Пюха Сара, Пюха, Угрю́мый) — один из островов Валаамского архипелага. Административно относится к Сортавальскому району Карелии, Россия.

## История
Существует предание о том, что изначально основатели Валаамского монастыря высадились на Пюха Сари. С воды не видно, но высоко в скалах есть пещерка, сырая и узкая. Говорят, что это она дала приют первым монахам Валаама.
Известным этот остров стал благодаря преподобному Александру Свирскому. Проведя 3 года в Валаамском монастыре, он удалился в пустынь на остров Святой, где прожил 10 лет в безмолвии, изумляя суровостью своего жития самых строгих Валаамских иноков. Здесь услышал он голос, повелевший вернуться на Свирь.
В XVIII веке на острове был устроен скит.
В 1855 году на острове построили небольшую церковь, которую освятили в честь преподобного Александра Свирского. Особо почитались пещерка и могила, которую ископал Преподобный своими руками в напоминание о бренности жизни. До сих пор рядом со входом в пещеру стоит массивный деревянный крест. На его перекладине надпись: «Построена мельница и крест вырезан апреля 1756 года».